# Tỉnh ủy Bắc Ninh
Tỉnh ủy Bắc Ninh hay còn được gọi Ban chấp hành Đảng bộ tỉnh Bắc Ninh, là cơ quan lãnh đạo cao nhất của Đảng bộ tỉnh Bắc Ninh giữa hai kỳ đại hội đại biểu Đảng bộ tỉnh.
Đứng đầu Tỉnh ủy là Bí thư Tỉnh ủy và thường là ủy viên Ban Chấp hành Trung ương Đảng. Bí thư Tỉnh ủy hiện nay là ông Nguyễn Văn Gấu.

## Lịch sử
Tỉnh ủy Bắc Ninh có tiền thân từ Đảng bộ Đông Dương Cộng sản Đảng Bắc Ninh - Bắc Giang được thành lập ngày 4/8/1929 tại núi Hồng Vân (núi Lim, Tiên Du), gồm hơn 20 hội viên tiên tiến của Hội Việt Nam Cách mạng Thanh niên của 2 tỉnh được triệu tập.
Sau khi Đảng Cộng sản Việt Nam được thành lập tháng 2/1930 tại Hương Cảng, Trung Quốc, Đảng bộ Đông Dương Cộng sản Đảng Bắc Ninh-Bắc Giang đổi tên thành Đảng bộ Đảng Cộng sản Việt Nam tỉnh Bắc Ninh - Bắc Giang.
Trong khoảng thời gian từ 1930-1940 tỉnh ủy được chỉ đạo trực tiếp từ Xứ ủy Bắc Kỳ, các ủy viên xứ ủy thường là người đứng đầu tỉnh ủy.
Đến cuối năm 1940, tỉnh Bắc Ninh thành lập đảng bộ riêng với tên gọi Ban cán sự Đảng tỉnh Bắc Ninh do Ủy viên Xứ ủy Bắc Kỳ Chu Thiện thay mặt Xứ ủy quyết định thành lập. Bí thư Ban cán sự là Nguyễn Trình (còn được gọi Yên Trình hoặc Trình Xưa), ủy viên Ban cán sự gồm Nguyễn Đức Nguyện (tức Lê Quang Đạo), Vũ Kiên (tức Kiên Lai).
Cuối tháng 11/1945 Ban cán sự tỉnh Bắc Ninh tổ chức Đại hội Đại biểu Đảng bộ tỉnh Bắc Ninh lần thứ nhất tại đình Đạo Tú, xã Song Hồ, huyện Thuận Thành. Đại hội đã bầu Nguyễn Văn Tý (tức Nguyễn Chấn) làm Bí thư Tỉnh ủy. Ban cán sự tỉnh Bắc Ninh đổi tên thành tỉnh ủy Bắc Ninh.
Từ ngày 7/1/1963 hợp nhất 2 tỉnh ủy Bắc Ninh và Bắc Giang, và thành lập Thường trực Tỉnh uỷ lâm thời Hà Bắc. Ngày 6/11/1996 tỉnh Hà Bắc được tách trở lại thành 2 tỉnh Bắc Ninh và Bắc Giang. Từ 1/1997 tái lập tỉnh ủy Bắc Ninh, Bí thư Tỉnh ủy lâm thời là Ngô Đình Loan.

## Chức năng và nhiệm vụ
Tỉnh ủy Bắc Ninh có một số chức năng nhiệm vụ sau:
- Thi hành Điều lệ Đảng, nghị quyết của Đại hội Đảng bộ tỉnh.
- Giới thiệu nhân sự cho Ủy ban Nhân dân và Hội đồng Nhân dân tỉnh.
- Giám sát các đảng bộ trực thuộc tỉnh ủy Bắc Ninh.
- Chuẩn bị nội dung, nhân sự và quyết định thời gian triệu tập Đại hội Đảng bộ tỉnh khoá mới.
- Bầu ban thường vụ tỉnh ủy, bí thư và phó Bí thư Tỉnh ủy.
- Quyết định miễn nhiệm hoặc bầu bổ sung tỉnh ủy viên, ủy viên thường vụ tỉnh ủy.

## Tổ chức
Tỉnh ủy Bắc Ninh gồm các ban, đơn vị trực thuộc sau:
- Văn phòng Tỉnh ủy
- Ban Tổ chức Tỉnh uỷ
- Ban Tuyên giáo Tỉnh uỷ
- Ban Dân vận Tỉnh uỷ
- Uỷ ban Kiểm tra Tỉnh uỷ
- Đảng ủy Các cơ quan tỉnh
- Đảng ủy Khối doanh nghiệp tỉnh
- Trường Chính trị Nguyễn Văn Cừ
- Báo Bắc Ninh.

## Bí thư Tỉnh ủy
Bí thư Tỉnh ủy là người đứng đầu Đảng bộ tỉnh. Bắc Ninh dơn vị hành chính cấp tỉnh nên các Bí thư Tỉnh ủy thường là Ủy viên Trung ương Đảng.

### Giai đoạn 1930-1945
| STT | Tên                      | Nhiệm kỳ       | Chức vụ                                                    | Ghi chú                           |
| --- | ------------------------ | -------------- | ---------------------------------------------------------- | --------------------------------- |
| 1   | Phạm Văn Chất            | 8-11/1929      | Bí thư Đảng bộ Đông Dương Cộng sản Đảng Bắc Ninh-Bắc Giang | Bị Pháp bắt                       |
| 2   | Nguyễn Trình             | 12/1940-3/1942 | Bí thư Ban cán sự tỉnh Bắc Ninh                            | Bị Pháp bắt                       |
| 3   | Lê Quang Đạo             | 5/1942–8/1942  | Trưởng ban cán sự Đảng tỉnh Bắc Ninh                       |                                   |
| 4   | Liên Cường (tức Vinh Rỗ) | 8/1942-8/1943  | Trưởng ban cán sự Đảng tỉnh Bắc Ninh                       | Bị thi hành kỷ luật do thoái hóa  |
| 5   | Văn Tiến Dũng            | 8/1943–7/1944  | Trưởng ban cán sự Đảng tỉnh Bắc Ninh                       | từ 7/1944 làm bí thư xứ ủy Bắc kỳ |
| 6   | Đặng Kim Giang           | 7/1944-11/1944 | Trưởng ban cán sự Đảng tỉnh Bắc Ninh                       |                                   |
| 7   | Trần Đức Thịnh           | 11/1944-3/1945 | Trưởng ban cán sự Đảng tỉnh Bắc Ninh                       |                                   |
| 8   | Trần Đình Nam (Cao Đàm)  | 3/1945–11/1945 | Trưởng ban cán sự Đảng tỉnh Bắc Ninh                       |                                   |

### Giai đoạn 1945-1959
| STT | Lần thứ | Tên           | Nhiệm kỳ        | Chức vụ                 | Ghi chú |
| --- | ------- | ------------- | --------------- | ----------------------- | ------- |
| 1   | I       | Nguyễn Chấn   | 11/1945–5/1946  | Bí thư Tỉnh ủy Bắc Ninh |         |
| 2   | I       | Phan Lang     | 5/1946–2/1947   | Bí thư Tỉnh ủy Bắc Ninh |         |
| 3   | I       | Ngô Minh Loan | 2/1947–12/1947  | Bí thư Tỉnh ủy Bắc Ninh |         |
| 4   | I       | Lê Xương      | 1/1948–5/1948   | Bí thư Tỉnh ủy Bắc Ninh |         |
| 5   | II      | Nguyễn Tuân   | 6/1948-11/1949  | Bí thư Tỉnh ủy Bắc Ninh |         |
| 6   | II      | Trần Bình     | 12/1949–11/1950 | Bí thư Tỉnh ủy Bắc Ninh |         |
| 7   | II      | Lê Hồng Tâm   | 12-1950–4/1951  | Bí thư Tỉnh ủy Bắc Ninh |         |
| 7   | III     | Lê Hồng Tâm   | 4/1951-8/1951   | Bí thư Tỉnh ủy Bắc Ninh |         |
| 8   | III     | Nguyễn Ly     | 8/1951-2/1959   | Bí thư Tỉnh ủy Bắc Ninh |         |

### Giai đoạn từ 1959-1963
| STT | Đại hội Đảng bộ | Tên       | Nhiệm kỳ      | Chức vụ                 | Phó Bí thư      | Ghi chú |
| --- | --------------- | --------- | ------------- | ----------------------- | --------------- | ------- |
| 1   | IV              | Nguyễn Ly | 2/1959-6/1960 | Bí thư Tỉnh ủy Bắc Ninh | Lê Trang        |         |
| 1   | IV              | Nguyễn Ly | 2/1959-6/1960 | Bí thư Tỉnh ủy Bắc Ninh | Nguyễn Văn Bính |         |
| 1   | V               | Nguyễn Ly | 6/1960-3/1963 | Bí thư Tỉnh ủy Bắc Ninh | Nguyễn Văn Bính |         |

### Giai đoạn 1963-1996
| STT | Đại hội Đảng bộ | Tên               | Nhiệm kỳ        | Chức vụ                                       | Phó Bí thư        | Ghi chú           |
| --- | --------------- | ----------------- | --------------- | --------------------------------------------- | ----------------- | ----------------- |
| 1   | -               | Trần Trung        | 1/1963-10/1963  | Bí thư Tỉnh ủy lâm thời Hà Bắc                | Nguyễn Ly         |                   |
| 1   | -               | Trần Trung        | 1/1963-10/1963  | Bí thư Tỉnh ủy lâm thời Hà Bắc                | Phương Minh Nam   |                   |
| 1   | -               | Trần Trung        | 1/1963-10/1963  | Bí thư Tỉnh ủy lâm thời Hà Bắc                | Ngô Duy Phương    |                   |
| 1   | -               | Trần Trung        | 1/1963-10/1963  | Bí thư Tỉnh ủy lâm thời Hà Bắc                | Phạm Văn Quyện    |                   |
| 1   | I               | Trần Trung        | 10/1963-1964    | Bí thư Tỉnh ủy Hà Bắc                         | Nguyễn Ly         |                   |
| 1   | I               | Trần Trung        | 10/1963-1964    | Bí thư Tỉnh ủy Hà Bắc                         | Phương Minh Nam   |                   |
| 2   | I               | Lê Quang Tuấn     | 1964-6/1971     | Bí thư Tỉnh ủy Hà Bắc                         | Phương Minh Nam   |                   |
| 2   | II              | Lê Quang Tuấn     | 6/1971-6/1976   | Bí thư Tỉnh ủy Hà Bắc                         | Đỗ Văn            |                   |
| 2   | II              | Lê Quang Tuấn     | 6/1971-6/1976   | Bí thư Tỉnh ủy Hà Bắc                         | Phương Minh Nam   |                   |
| 3   | III             | Vũ Thơ            | 6/1976-6/1977   | Bí thư Tỉnh ủy Hà Bắc                         | Đỗ Văn            |                   |
| 3   | III             | Vũ Thơ            | 6/1976-6/1977   | Bí thư Tỉnh ủy Hà Bắc                         | Phương Minh Nam   |                   |
| 3   | IV              | Vũ Thơ            | 6/1977-11/1979  | Bí thư Tỉnh ủy Hà Bắc                         | Nguyễn Thanh Quất |                   |
| 3   | IV              | Vũ Thơ            | 6/1977-11/1979  | Bí thư Tỉnh ủy Hà Bắc                         | Trương Thế Cửu    |                   |
| 3   | V               | Vũ Thơ            | 11/1979-1/1983  | Bí thư Tỉnh ủy Hà Bắc                         | Nguyễn Thanh Quất |                   |
| 3   | V               | Vũ Thơ            | 11/1979-1/1983  | Bí thư Tỉnh ủy Hà Bắc                         | Trương Thế Cửu    |                   |
| 4   | VI              | Nguyễn Thanh Quất | 1/1983-10/1986  | Bí thư Tỉnh ủy Hà Bắc                         | Trương Thế Cửu    |                   |
| 4   | VI              | Nguyễn Thanh Quất | 1/1983-10/1986  | Bí thư Tỉnh ủy Hà Bắc                         | Nguyễn Huy Duyên  |                   |
| 4   | VII             | Nguyễn Thanh Quất | 10/1986-11/1991 | Ủy viên Trung ương Đảng Bí thư Tỉnh ủy Hà Bắc | Mai Thúc Lân      | đến tháng 10/1990 |
| 4   | VII             | Nguyễn Thanh Quất | 10/1986-11/1991 | Ủy viên Trung ương Đảng Bí thư Tỉnh ủy Hà Bắc | Ngô Đình Loan     |                   |
| 4   | VII             | Nguyễn Thanh Quất | 10/1986-11/1991 | Ủy viên Trung ương Đảng Bí thư Tỉnh ủy Hà Bắc | Đỗ Bình Dương     | từ tháng 10/1990  |
| 5   | VIII            | Đỗ Bình Dương     | 11/1991-4/1996  | Ủy viên Trung ương Đảng Bí thư Tỉnh ủy Hà Bắc | Ngô Đình Loan     |                   |
| 5   | VIII            | Đỗ Bình Dương     | 11/1991-4/1996  | Ủy viên Trung ương Đảng Bí thư Tỉnh ủy Hà Bắc | Lê Xuân Sơ        |                   |
| 5   | IX              | Đỗ Bình Dương     | 4/1996-12/1996  | Ủy viên Trung ương Đảng Bí thư Tỉnh ủy Hà Bắc | Ngô Đình Loan     |                   |
| 5   | IX              | Đỗ Bình Dương     | 4/1996-12/1996  | Ủy viên Trung ương Đảng Bí thư Tỉnh ủy Hà Bắc | Nguyễn Ty         |                   |

### Giai đoạn từ 1996-nay
| STT | Đại hội Đảng bộ | Tên               | Nhiệm kỳ        | Chức vụ                                                          | Phó Bí thư         | Ghi chú                                |
| --- | --------------- | ----------------- | --------------- | ---------------------------------------------------------------- | ------------------ | -------------------------------------- |
| 1   | -               | Ngô Đình Loan     | 1/1997-10/1997  | Bí thư lâm thời tỉnh ủy Bắc Ninh                                 | Hồ Đình Tỵ         |                                        |
| 1   | -               | Ngô Đình Loan     | 1/1997-10/1997  | Bí thư lâm thời tỉnh ủy Bắc Ninh                                 | Ngô Văn Luật       |                                        |
| 1   | XV              | Ngô Đình Loan     | 10/1997-1/2001  | Bí thư Tỉnh ủy Bắc Ninh                                          | Hồ Đình Tỵ         |                                        |
| 1   | XV              | Ngô Đình Loan     | 10/1997-1/2001  | Bí thư Tỉnh ủy Bắc Ninh                                          | Ngô Văn Luật       |                                        |
| 2   | XVI             | Ngô Văn Luật      | 1/2001-9/2003   | Bí thư Tỉnh ủy Bắc Ninh                                          | Nguyễn Thế Thảo    |                                        |
| 2   | XVI             | Ngô Văn Luật      | 1/2001-9/2003   | Bí thư Tỉnh ủy Bắc Ninh                                          | Nguyễn Sỹ          | từ tháng 8/2002                        |
| 3   | XVI             | Nguyễn Thế Thảo   | 9/2003-12/2005  | Ủy viên Trung ương Đảng Bí thư Tỉnh ủy Bắc Ninh                  | Nguyễn Sỹ          |                                        |
| 3   | XVII            | Nguyễn Thế Thảo   | 12/2005-10/2007 | Ủy viên Trung ương Đảng Bí thư Tỉnh ủy Bắc Ninh                  | Nguyễn Công Ngọ    |                                        |
| 3   | XVII            | Nguyễn Thế Thảo   | 12/2005-10/2007 | Ủy viên Trung ương Đảng Bí thư Tỉnh ủy Bắc Ninh                  | Nguyễn Sỹ          |                                        |
| 4   | XVII            | Nguyễn Công Ngọ   | 10/2007-10/2010 | Bí thư Tỉnh ủy Bắc Ninh                                          | Nguyễn Sỹ          |                                        |
| 4   | XVII            | Nguyễn Công Ngọ   | 10/2007-10/2010 | Bí thư Tỉnh ủy Bắc Ninh                                          | Trần Văn Túy       | từ tháng 1/2008                        |
| 4   | XVIII           | Nguyễn Công Ngọ   | 10/2010-2/2011  | Ủy viên Trung ương Đảng Bí thư Tỉnh ủy Bắc Ninh                  | Nguyễn Sỹ          |                                        |
| 4   | XVIII           | Nguyễn Công Ngọ   | 10/2010-2/2011  | Ủy viên Trung ương Đảng Bí thư Tỉnh ủy Bắc Ninh                  | Trần Văn Túy       |                                        |
| 5   | XVIII           | Trần Văn Túy      | 2/2011-2/2015   | Ủy viên Trung ương Đảng Bí thư Tỉnh ủy Bắc Ninh                  | Nguyễn Sỹ          |                                        |
| 5   | XVIII           | Trần Văn Túy      | 2/2011-2/2015   | Ủy viên Trung ương Đảng Bí thư Tỉnh ủy Bắc Ninh                  | Nguyễn Nhân Chiến  | từ tháng 4/2011                        |
| 5   | XVIII           | Trần Văn Túy      | 2/2011-2/2015   | Ủy viên Trung ương Đảng Bí thư Tỉnh ủy Bắc Ninh                  | Nguyễn Thị Hà      | Ban Bí thư điều động từ ngày 12/3/2014 |
| 5   | XVIII           | Trần Văn Túy      | 2/2011-2/2015   | Ủy viên Trung ương Đảng Bí thư Tỉnh ủy Bắc Ninh                  | Nguyễn Hữu Quất    | từ tháng 2/2015                        |
| 6   | XVIII           | Nguyễn Nhân Chiến | 2/2015-9/2015   | Bí thư Tỉnh ủy Bắc Ninh Chủ tịch Hội đồng Nhân dân tỉnh Bắc Ninh | Nguyễn Sỹ          | Nghỉ chế độ từ 4/2015                  |
| 6   | XVIII           | Nguyễn Nhân Chiến | 2/2015-9/2015   | Bí thư Tỉnh ủy Bắc Ninh Chủ tịch Hội đồng Nhân dân tỉnh Bắc Ninh | Nguyễn Thị Hà      | đến tháng 3/2018                       |
| 6   | XVIII           | Nguyễn Nhân Chiến | 2/2015-9/2015   | Bí thư Tỉnh ủy Bắc Ninh Chủ tịch Hội đồng Nhân dân tỉnh Bắc Ninh | Nguyễn Hữu Quất    |                                        |
| 6   | XVIII           | Nguyễn Nhân Chiến | 2/2015-9/2015   | Bí thư Tỉnh ủy Bắc Ninh Chủ tịch Hội đồng Nhân dân tỉnh Bắc Ninh | Nguyễn Tử Quỳnh    | từ tháng 4/2015                        |
| 6   | XIX             | Nguyễn Nhân Chiến | 9/2015-9/2020   | Ủy viên Trung ương Đảng Bí thư Tỉnh ủy Bắc Ninh                  | Nguyễn Hữu Quất    | đến tháng 12/2019                      |
| 6   | XIX             | Nguyễn Nhân Chiến | 9/2015-9/2020   | Ủy viên Trung ương Đảng Bí thư Tỉnh ủy Bắc Ninh                  | Nguyễn Tử Quỳnh    | đến tháng 10/2019                      |
| 6   | XIX             | Nguyễn Nhân Chiến | 9/2015-9/2020   | Ủy viên Trung ương Đảng Bí thư Tỉnh ủy Bắc Ninh                  | Đào Hồng Lan       | từ tháng 3/2018                        |
| 6   | XIX             | Nguyễn Nhân Chiến | 9/2015-9/2020   | Ủy viên Trung ương Đảng Bí thư Tỉnh ủy Bắc Ninh                  | Nguyễn Hương Giang | từ tháng 11/2019                       |
| 6   | XIX             | Nguyễn Nhân Chiến | 9/2015-9/2020   | Ủy viên Trung ương Đảng Bí thư Tỉnh ủy Bắc Ninh                  | Nguyễn Quốc Chung  | từ tháng 11/2019                       |
| 7   | XX              | Đào Hồng Lan      | 9/2020 - 7/2022 | Ủy viên Trung ương Đảng Bí thư Tỉnh ủy Bắc Ninh                  | Nguyễn Hương Giang |                                        |
| 8   | XX              | Nguyễn Anh Tuấn   | 7/2022 - 7/2025 | Ủy viên Trung ương Đảng Bí thư Tỉnh ủy Bắc Ninh                  | Nguyễn Quốc Chung  | đến tháng 6/2024                       |
| 8   | XX              | Nguyễn Anh Tuấn   | 7/2022 - 7/2025 | Ủy viên Trung ương Đảng Bí thư Tỉnh ủy Bắc Ninh                  | Vương Quốc Tuấn    | từ tháng 8/2024                        |
| 9   | XX              | Nguyễn Văn Gấu    | 7/2025 - nay    | Ủy viên Trung ương Đảng Bí thư Tỉnh ủy Bắc Ninh                  | Vương Quốc Tuấn    | từ tháng 8/2024                        |
| 9   | XX              | Nguyễn Văn Gấu    | 7/2025 - nay    | Ủy viên Trung ương Đảng Bí thư Tỉnh ủy Bắc Ninh                  | Nguyễn Thị Hương   | từ tháng 7/2025                        |
| 9   | XX              | Nguyễn Văn Gấu    | 7/2025 - nay    | Ủy viên Trung ương Đảng Bí thư Tỉnh ủy Bắc Ninh                  | Nguyễn Việt Oanh   | từ tháng 7/2025                        |
| 9   | XX              | Nguyễn Văn Gấu    | 7/2025 - nay    | Ủy viên Trung ương Đảng Bí thư Tỉnh ủy Bắc Ninh                  | Nguyễn Hương Giang | từ tháng 7/2025                        |

## Ban Thường vụ Tỉnh ủy khóa XX (2020 - 2025)
Ngày 30 tháng 6 năm 2025, tại tỉnh Bắc Giang tổ chức Lễ công bố Nghị quyết, Quyết định của Trung ương và địa phương về sắp xếp đơn vị hành chính cấp tỉnh và cấp xã, kết thúc hoạt động cấp huyện. Tại buổi lễ, Bộ Chính trị công bố Quyết định chỉ định Ban Thường vụ Tỉnh ủy Bắc Ninh nhiệm kỳ 2020-2025 gồm 19 đồng chí.
1. Nguyễn Văn Gấu, Ủy viên Trung ương Đảng, Bí thư Tỉnh ủy.[5]
2. Nguyễn Thị Hương, Phó Bí thư thường trực Tỉnh ủy.[5]
3. Vương Quốc Tuấn, Ủy viên dự khuyết Trung ương Đảng, Phó Bí thư Tỉnh ủy, Chủ tịch UBND Tỉnh.[6][7]
4. Nguyễn Việt Oanh, Phó Bí thư Tỉnh ủy, Chủ tịch HĐND Tỉnh.[8]
5. Nguyễn Hương Giang, Phó Bí thư Tỉnh ủy.[5]
6. Vũ Trí Hải, Trưởng Ban Nội chính Tỉnh ủy.[9]
7. Lâm Thị Hương Thành, Phó Chủ tịch HĐND Tỉnh.[8]
8. Phạm Văn Thịnh, Phó Chủ tịch UBND Tỉnh, Trưởng đoàn ĐBQH khóa XV Tỉnh.[7][10]
9. Đại tá Phạm Văn Tạo, Chỉ huy trưởng Bộ Chỉ huy Quân sự Tỉnh.[11]
10. Tạ Đăng Đoan, Bí thư Đảng ủy phường Kinh Bắc.[12]
11. Trần Thị Hằng, Phó Chủ tịch HĐND Tỉnh.[8]
12. Thiếu tướng Bùi Duy Hưng, Giám đốc Công an Tỉnh.[13]
13. Nguyễn Thị Hà, Chủ tịch Ủy ban Mặt trận Tổ quốc Tỉnh.[9]
14. Vũ Minh Hiếu, Trưởng ban Tổ chức Tỉnh ủy.[9]
15. Trần Huy Phương, Chủ nhiệm Ủy ban Kiểm tra Tỉnh ủy.[9]
16. Mai Sơn, Phó Chủ tịch UBND Tỉnh.[7]
17. Đào Quang Khải, Phó Chủ tịch UBND Tỉnh.[7]
18. Lê Xuân Lợi, Phó Chủ tịch UBND Tỉnh.[7]
19. Nguyễn Đình Lợi, Trưởng ban Tuyên giáo và Dân vận Tỉnh ủy.[9]